# Michail Vasil'evič Matjušin
Michail Vasil'evič Matjušin in russo Михаил Васильевич Матюшин? (Nižnij Novgorod, 1861 – Leningrado, 14 ottobre 1934) è stato un musicista e pittore russo.

## Biografia
Violinista nell’Orchestra Imperiale di San Pietroburgo dal 1882 al 1913, iniziò lo studio della pittura tra il 1894 e il 1905.
Nel 1910, assieme a sua moglie, la poetessa e pittrice Elena Guro, fondò a San Pietroburgo (a quell'epoca Leningrado) l'associazione di pittori Unione della gioventù. Nel 1912 incontrò i futuristi Kazimir Severinovič Malevič, Vladimir Vladimirovič Majakovskij e Aleksej Eliseevič Kručënych. Nel 1913 compose la musica per l'opera lirica futurista Vittoria sul Sole.
Creò una teoria della visione allargata, descrivendo l'evoluzione dell'occhio umano attraverso i secoli. Scrisse numerosi articoli sulla quarta dimensione e trasse alcune delle sue ispirazioni teoriche dalle considerazioni del matematico esoterico Pëtr Uspenskij. Creò un gruppo di lavoro "zorved", "saper vedere" e cercò di verificare la sua teoria nei laboratori di insegnamento dell'arte sperimentale, Svomas, e in seguito Inchuk di Pietrogrado.